# Diafounou Diongaga
Diafounou Diongaga is een gemeente (commune) in de regio Kayes in Mali. De gemeente telt 9700 inwoners (2009).<
De gemeente bestaat uit de volgende plaatsen:
- Diongaga
- Guémou
- Guinananourou
- Kardidi
- Niagnela
- Salaka
- Sorfa Berela
- Tanaha A. Dian